# Ford Model A (1927)
De Ford Model A is een automodel van de Ford Motor Company geproduceerd van 1927 tot 1931. Het model was verkrijgbaar in vier standaardkleuren, maar niet in het zwart. Er zijn 4.849.340 exemplaren gebouwd.
De Ford Model A was de opvolger van de achttien jaar lang geproduceerde Ford Model T, en werd zelf opgevolgd door de Ford Model B uit 1932. De naam Ford Model A werd ook gebruikt voor een model uit 1903.
De auto werd standaard geleverd met een reservewiel en veiligheidsglas in de voorruit.